# Megaselia gouteuxi
Megaselia gouteuxi är en tvåvingeart som beskrevs av Ronald Henry Lambert Disney 2004. Megaselia gouteuxi ingår i släktet Megaselia och familjen puckelflugor. Inga underarter finns listade i Catalogue of Life.